# جيرهارد فيلاند
جيرهارد فيلاند هو سباح نمساوي، ولد في 27 أغسطس 1944.

## وصلات خارجية
- جيرهارد فيلاند على موقع الاتحاد الدولي للسباحة (الإنجليزية)
- جيرهارد فيلاند على موقع أوليمبيديا (الإنجليزية)